# Усть-Кульск
Усть-Кульск — село в Тулунском районе Иркутской области России. Административный центр Усть-Кульского муниципального образования.

## География
Находится примерно в 35 км к северу от районного центра — города Тулун.

## История
Село было образовано в пору Столыпинской реформы в 1904 году.

## Население
| 2002 | 2010 | 2011 | 2012 |
| ---- | ---- | ---- | ---- |
| 375  | ↘308 | ↘307 | ↘297 |

Гендерный состав
По данным Всероссийской переписи, в 2010 году в селе проживало 308 человек (167 мужчин и 141 женщина).